# Área metropolitana de Ámsterdam
El área metropolitana de Ámsterdam  consiste en la ciudad de Ámsterdam y en una serie de localidades menores ubicadas en la provincia de Holanda Septentrional (Países Bajos).
En total, el área metropolitana de Ámsterdam se extiende por una superficie de 1.422 km² y cuenta con una población de 1,97 millones de habitantes, de los cuales 15% de la extensión y 38% de la población corresponden a la ciudad de Ámsterdam. Tiene una densidad de población de 1.383 hab/km².

## Composición
El área metropolitana de Ámsterdam se compone de la ciudad de Ámsterdam y de treinta y dos pequeñas ciudades y municipios ubicados a su alrededor (entre las que destacan las ciudades de Haarlem, Zaanstad y Haarlemmermeer), como se muestra en la tabla siguiente.
| Provincia                          | Municipio                      | Superficie (en km²) | Población(1) |
| ---------------------------------- | ------------------------------ | ------------------- | ------------ |
| Países Bajos                       |                                |                     |              |
| Provincia de Holanda Septentrional | Ámsterdam                      | 219,44              | 743.079      |
| Provincia de Holanda Septentrional | Waterland                      | 115,64              | 17.267       |
| Provincia de Holanda Septentrional | Edam-Volendam                  | 24,78               | 28.459       |
| Provincia de Holanda Septentrional | Landsmeer                      | 26,49               | 10.301       |
| Provincia de Holanda Septentrional | Purmerend                      | 24,56               | 77.922       |
| Provincia de Holanda Septentrional | Oostzaan                       | 16,13               | 9.200        |
| Provincia de Holanda Septentrional | Zaanstad                       | 83,04               | 140.270      |
| Provincia de Holanda Septentrional | Wormerland                     | 45,14               | 15.796       |
| Provincia de Holanda Septentrional | Uitgeest                       | 22,31               | 11.915       |
| Provincia de Holanda Septentrional | Castricum                      | 59,92               | 35.020       |
| Provincia de Holanda Septentrional | Heemskerk                      | 31,73               | 37.423       |
| Provincia de Holanda Septentrional | Beverwijk                      | 20,38               | 36.546       |
| Provincia de Holanda Septentrional | Velsen                         | 63,03               | 67.678       |
| Provincia de Holanda Septentrional | Bloemendaal                    | 43,29               | 16.974       |
| Provincia de Holanda Septentrional | Haarlem                        | 32,12               | 147.015      |
| Provincia de Holanda Septentrional | Zandvoort                      | 44,34               | 16.651       |
| Provincia de Holanda Septentrional | Haarlemmerliede en Spaarnwoude | 21,08               | 5.489        |
| Provincia de Holanda Septentrional | Heemstede                      | 9,64                | 25.650       |
| Provincia de Holanda Septentrional | Bennebroek                     | 1,79                | 5.131        |
| Provincia de Holanda Septentrional | Haarlemmermeer                 | 185,28              | 135.136      |
| Provincia de Holanda Septentrional | Aalsmeer                       | 32,24               | 24.145       |
| Provincia de Holanda Septentrional | Uithoorn                       | 19,49               | 26.844       |
| Provincia de Holanda Septentrional | Amstelveen                     | 44,05               | 78.774       |
| Provincia de Holanda Septentrional | Ouder-Amstel                   | 25,81               | 13.142       |
| Provincia de Holanda Septentrional | Diemen                         | 14,03               | 23.834       |
| Provincia de Holanda Septentrional | Muiden                         | 36,51               | 6.645        |
| Provincia de Holanda Septentrional | Weesp                          | 21,88               | 17.533       |
| Provincia de Holanda Septentrional | Naarden                        | 32,89               | 17.104       |
| Provincia de Holanda Septentrional | Bussum                         | 8,11                | 31.237       |
| Provincia de Holanda Septentrional | Huizen                         | 23,28               | 42.091       |
| Provincia de Holanda Septentrional | Blaricum                       | 15,58               | 9.114        |
| Provincia de Holanda Septentrional | Hilversum                      | 46,24               | 83.652       |
| Provincia de Holanda Septentrional | Laren                          | 12,39               | 11.005       |
| TOTAL                              | TOTAL                          | 1.422,63            | 1.968.042    |

- (1) - Datos del 01.01.2006, tomados del informe estadístico de población